# Blauwplaatstropharia
De blauwplaatstropharia (Stropharia rugosoannulata) is een saprotrofe zwam die in België en Nederland voornamelijk is aan te treffen op onverteerde humus, houtsnippers, zaagsel en dergelijke in tuinen, parken en loofbossen. Deze Stropharia is, in tegenstelling tot andere leden van de familie, eetbaar en wordt om die reden ook gecultiveerd.

## Kenmerken
Hoed
Het vruchtlichaam van deze zwam wordt gekenmerkt door een hoed die tot 20 cm in diameter kan zijn. Deze is aanvankelijk half bolvormig, maar later vrij vlak met een neergebogen rand, vaak met afhangende velumresten. De kleur is overwegend paarsbruin, maar grijze en gelige tinten komen voor bij verouderen. Er zijn radiair ingegroeide vezels zichtbaar.
Lamellen
De lamellen staan dicht opeen, zijn uitgebocht en buikig en hebben een lichtgrijze tot violette, later bijna zwarte kleur. De snede is wittig en wollig gefranjerd.
Steel
De steel is 8 tot 16 cm lang en 1 tot 2 cm dik. Hij is stevig en gevuld, wit tot gelig met een grof getande ring. Deze ring is vaak donker gekleurd door rijpe sporen. Hij laat gemakkelijk los en is dan spoedig verdwenen.
Sporen
De sporenkleur is zwart-paars. De sporen zijn glad, ellipsvormig, aan een kant iets verkort en meten 10–14 × 6,5–8 µm. De sporen kleuren geel-bruin in KOH. Basidia hebben vier sterigmata.

## Verspreiding
De blauwplaatstropharia is waargenomen in Japan, Noord-Amerika, Argentinië en Europa. De soort komt voor tot in het noorden van Noorwegen en Zweden. Europese waarnemingen dateren allen van na 1950, de zwam is mogelijk geïmporteerd uit Noord-Amerika.

## Foto's

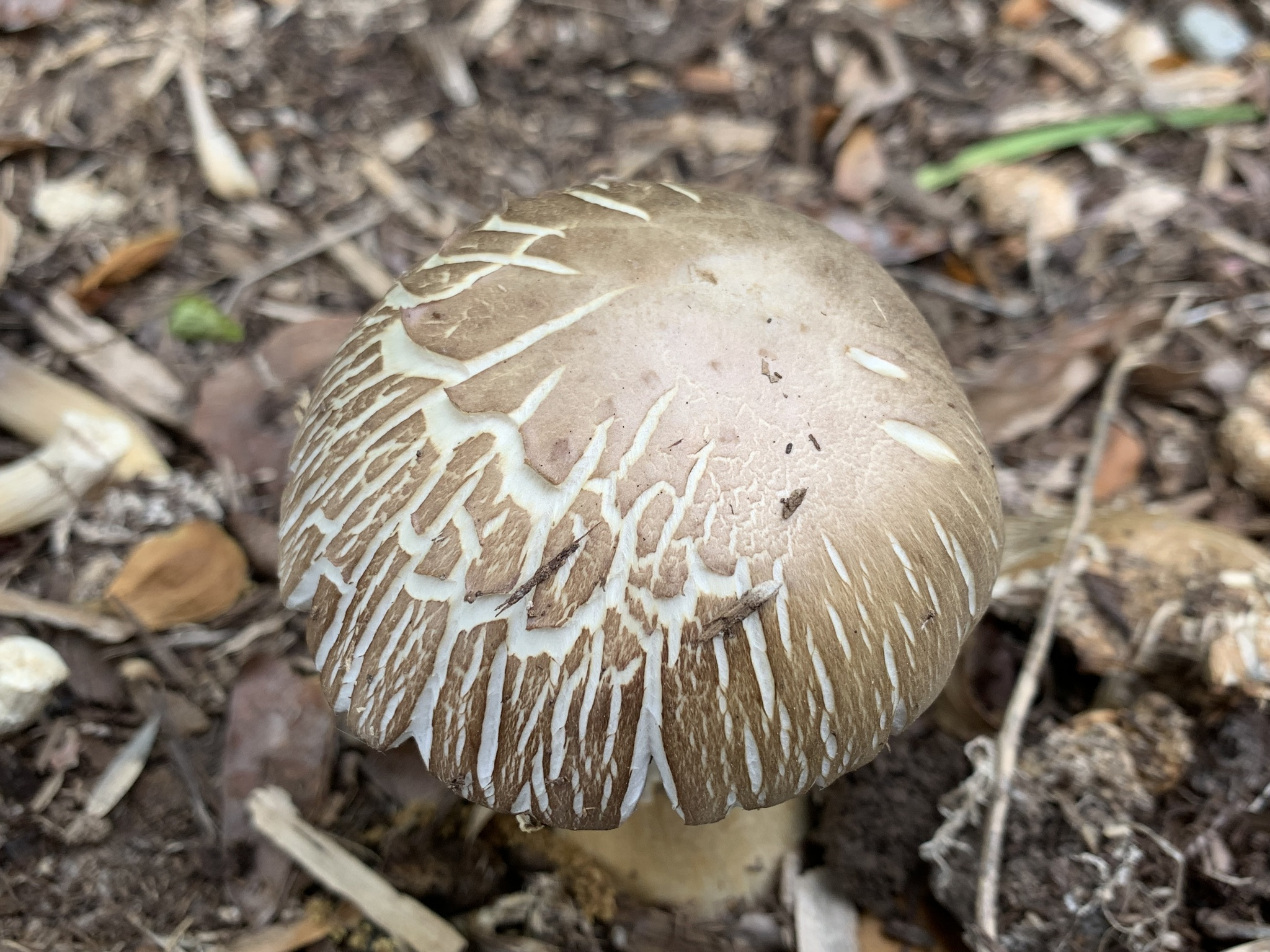
Hoed
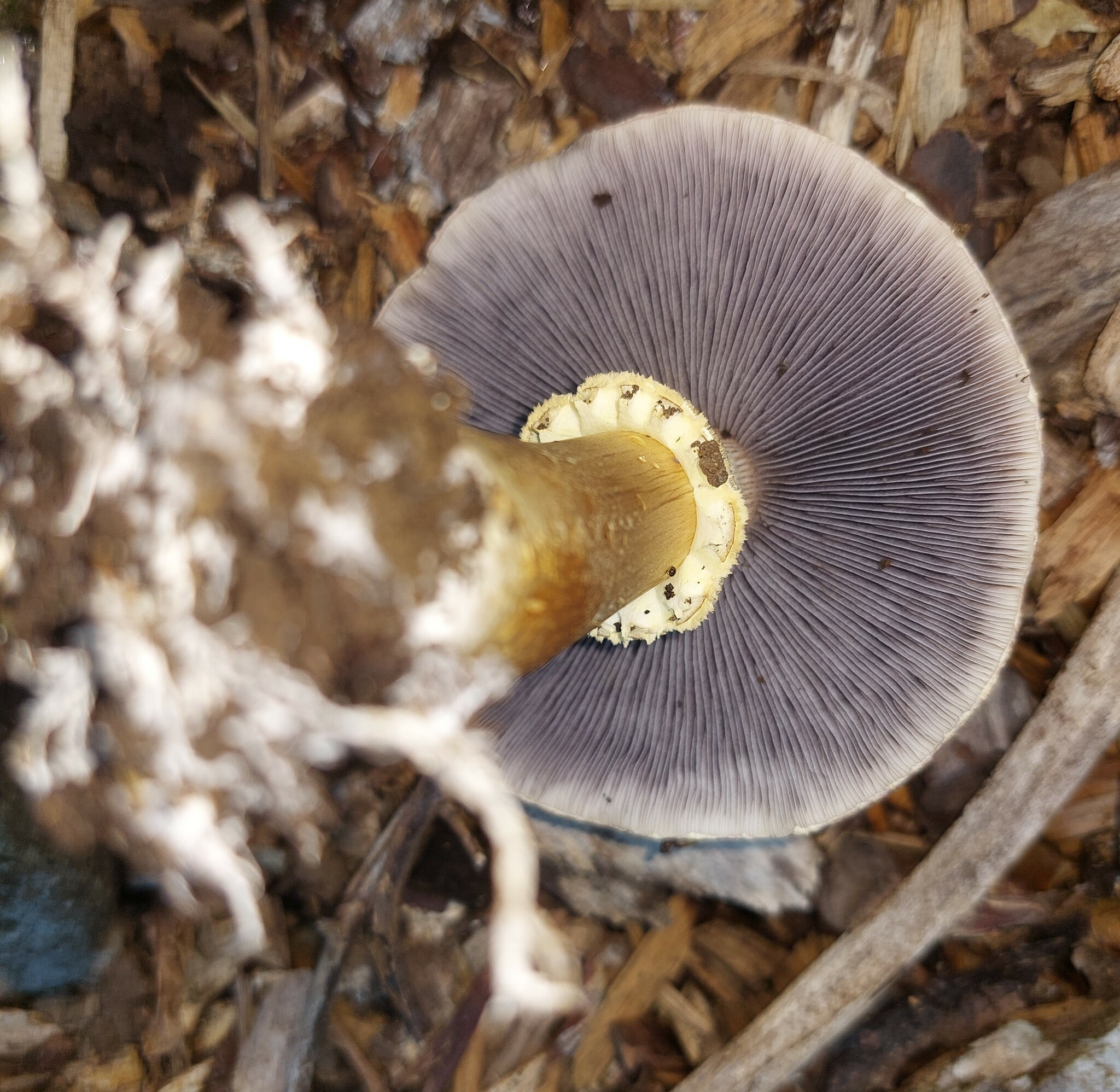
Lamellen en ring
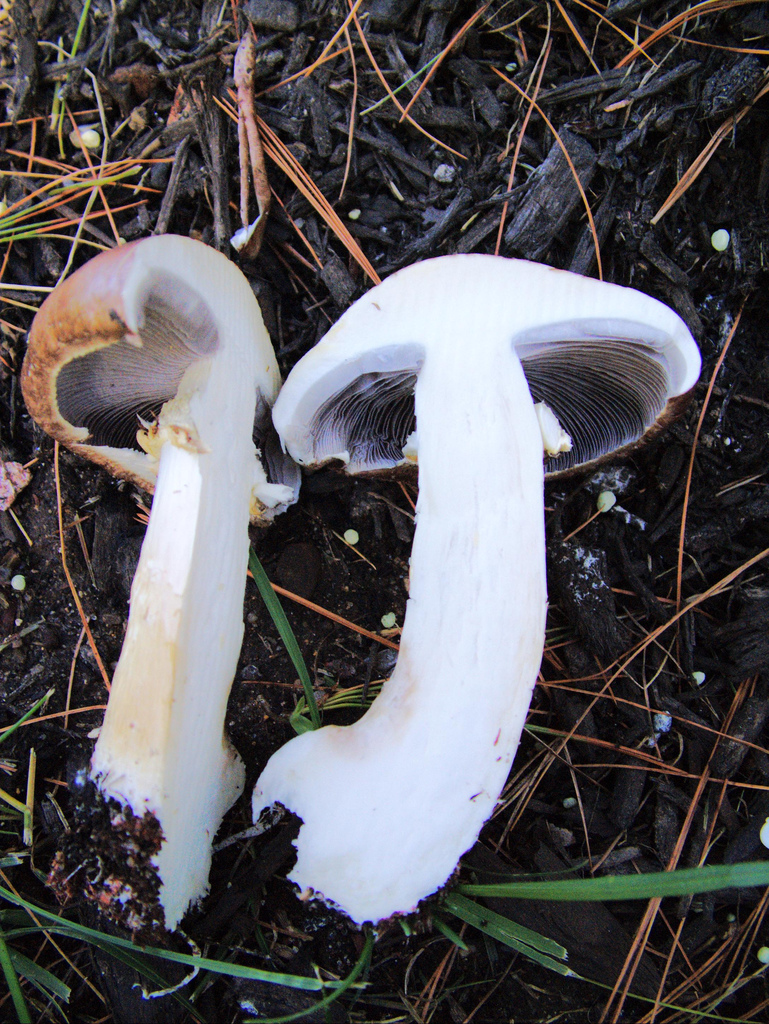
Doorsnede steel
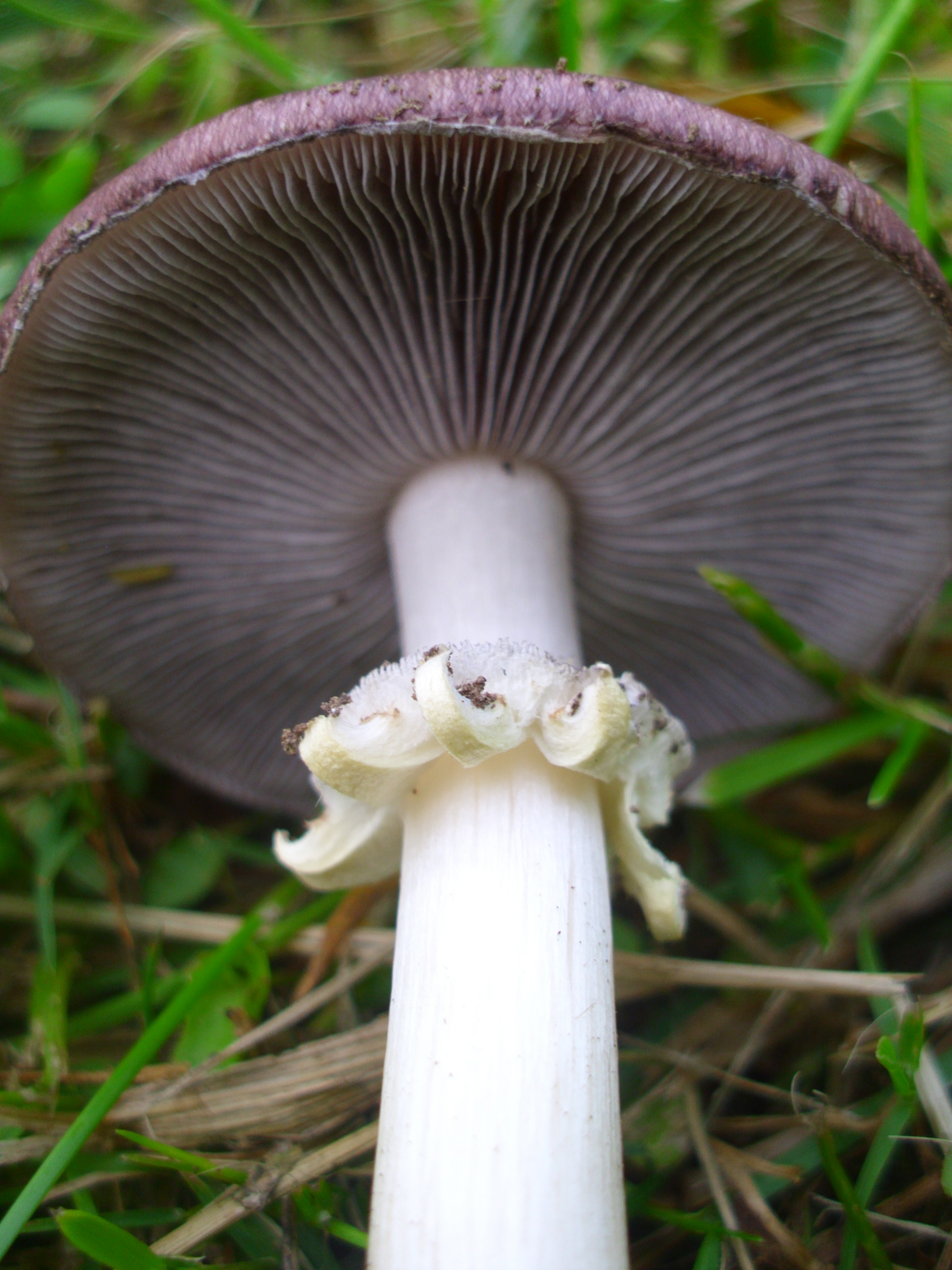
Ring